# Муравьелюбы
Муравьелюбы, или муравьиные сверчки, или муравьесверчки (лат. Myrmecophilidae) — семейство мелких мирмекофильных прямокрылых насекомых.

## Описание
Облигатные инквилины муравьёв и их гнёзд (мирмекофилы). Очень маленькие по размеру сверчки (3—5 мм), бескрылые и сглаженые, напоминают маленьких нимф тараканов.

## Систематика
Несколько родов, содержащих около 100 видов (главным образом из рода Myrmecophilus). Известен один ископаемый вид из южной Америки (Araripemyrmecophilops gracilis). Семейство было установлено известным швейцарским энтомологом Анри де Соссюром (1829—1905) под названием Myrmecophiliens Saussure. Типовым видом основного рода стал «таракан» Blatta acervora Panzer (ныне = Myrmecophilus acervorum).
- Myrmecophilinae
  - Bothriophylacini Miram, 1934
    - Eremogryllodes Chopard, 1929
    - Microbothriophylax Gorochov, 1993

  - Myrmecophilini
    - Myrmecophilus Berthold, 1827 typus
    - Myrmecophilellus Uvarov, 1940
      - Myrmophilellus meneliki
- Incertae sedis
  - †Araripemyrmecophilops Martins-Neto, 1991 — Меловой период
    - †Araripemyrmecophilops gracilis

  - Camponophilus Ingrisch, 1995